# Hakunila
Hakunila (en suédois : Håkansböle) est un quartier de Vantaa, une des principales villes de l'agglomération d'Helsinki (Finlande).

## Présentation
Hakunila est délimité par la Lahdenväylä à l'ouest, le Kehä III au sud, Ojanko et Sotunki à l'est et Itä-Hakkila au nord. 
Le centre de Hakunila est une zone d'immeubles résidentiels construits sur une haute colline dans les années 1970, entouré de zones de maisons individuelles et d'une zone naturelle  avec une piste de ski. 
Plus de 80 % des logements du quartier sont des immeubles résidentiels. 
Le district de Hakunila comprend également la zone résidentielle de Kaskela entre Lahdenväylä et Lahdentie et la zone résidentielle de Nissas.

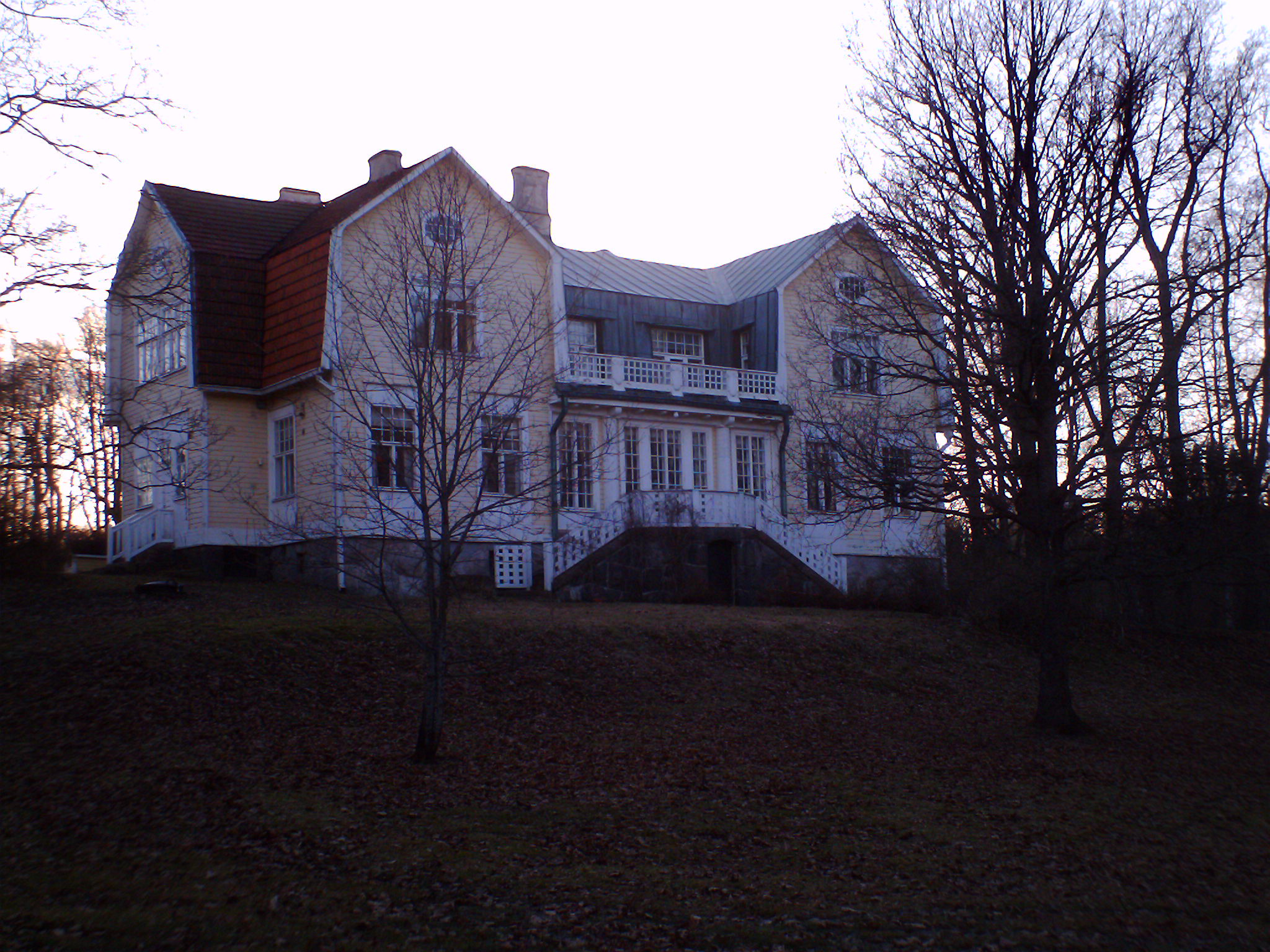
Le manoir de Hakunila.

## Transport
Plusieurs lignes de bus passent par Hakunila, d'où partent des bus vers, entre autres, Helsinki, Itä-Hakkila, Mellunmäki, Myyrmäki, Tikkurila, Korso et Kuusijärvi. 
| Ligne | Trajet                                                           |  |
| ----- | ---------------------------------------------------------------- |  |
| 570   | Mellunmäki (M) – Hakunila – Tikkurila – Aviapolis – Aéroport     |  |
| 572   | Mellunmäki – Hakunila – Pakkala – Myyrmäki                       |  |
| 711   | Tikkurila – Kuusikko – Hakunila – Kuninkaanmäki                  |  |
| 562   | Mellunmäki – Hakunila – Tikkurila – Jumbo – Aviapolis            |  |
| 587   | Mellunmäki – Hakunila – Hakkila – Koivukylä – Korso – Leppäkorpi |  |
| 717   | Rautatientori – Hakunila – Kuninkaanmäki (– Sotunki)             |  |
| 718   | Rautatientori – Hakunila – Nissas                                |  |

Hakunila est traversé par la ligne de bus 570 à haut niveau de service. 
En 2028, la ligne de tramway 570 devrait traverser Hakunila en empruntant  Hakunilantie et Kyytitie.